# Una chica casi formal
Una chica casi formal es una comedia española de 1963 dirigida por el cineasta Ladislao Vajda,  uno de sus últimos trabajos como director.

## Argumento
Lili Steiner trabaja en la empresa alemana Zump y debe acompañar al director general Stechler a un viaje de negocios a Madrid.
Sus compañeras de trabajo piensan mal de ella debido a la envidia. Cuando llega a Madrid conoce a un locutor de televisión llamado Carlos y se enamoran.
Lili debe decidir entre casarse con Carlos o permanecer en la empresa, lo que da lugar a una serie de graciosos conflictos entre la mentalidad alemana y española.

## Reparto
| Intérprete                 | Personaje                        |
| -------------------------- | -------------------------------- |
| Liselotte Pulver           | Lili Steiner                     |
| Alberto de Mendoza         | Carlos García-Manzanares y Soler |
| Martin Held                | Robert Steckler                  |
| Manolo Morán               | Álvarez                          |
| Juanjo Menéndez            | José                             |
| Miguel Gila                | Rodríguez                        |
| Mariano Azaña              | Manolo                           |
| Venancio Muro              | José 'Pepe' de la Vega           |
| Alicia Altabella           | Rosita                           |
| María Cabo                 | Marisa                           |
| Goyo Lebrero               | Guía Madrid by Night             |
| Cris Huerta                | Kronlick                         |
| Ana María Custodio         | Madre de Carlos                  |
| Xan das Bolas              | Propietario bar                  |
| Pedro Rodríguez de Quevedo | Recepcionista hotel              |
| Carmen Rodríguez           | Abuela de Carlos                 |
| Juan Córdoba               |                                  |
| Juan Cazalilla             | Dependiente tienda confección    |
| Manuel Arbó                | Primer hombre en pagar corbata   |
| Ángel Álvarez              | Guía Don Quijote                 |
| Pilar Cano                 |                                  |
| Ricardo G. Lilló           | Luis                             |
| Luis San Martín            |                                  |
| Julio Goróstegui           | Agente inmobiliario              |
| Mayra Rey                  | Hilde                            |
| María Vico                 | Compañera de trabajo de Lili     |
| Mer Casas                  | Compañera de trabajo de Lili     |
| Sergio Mendizábal          |                                  |
| Pilar Yegros               |                                  |
| Nela Conjiu                |                                  |
| Ángeles Montenegro         |                                  |
| Manuel Rojas               | Cliente de Marisa                |
| Joaquín Bergía             | Maître                           |
| Ángela María Torres        |                                  |
| José Canalejas             |                                  |
| Sancho Gracia              | Amigote de Carlos                |
| Victor Servant             |                                  |
| Juanito Serrano            |                                  |
| Abdilio R. Montes          |                                  |
| Simón Ramírez              | Narrator                         |